# Danielle Barry
Danielle Barry (* 22. Dezember 1988), verheiratete Danielle Tahuri, ist eine neuseeländische Badmintonspielerin. 

## Karriere
Danielle Barry wurde 2006 Dritte bei den Victoria International. 2009 siegte sie bei den neuseeländischen Meisterschaften. Ein Jahr später gewann sie Bronze bei den Ozeanienmeisterschaften.

## Sportliche Erfolge
| Saison | Veranstaltung                 | Disziplin   | Platz | Name                            |
| ------ | ----------------------------- | ----------- | ----- | ------------------------------- |
| 2006   | Victoria International        | Damendoppel | 3     | Danielle Barry / Emma Rodgers   |
| 2009   | Neuseeländische Meisterschaft | Mixed       | 1     | Joe Wu / Danielle Barry         |
| 2009   | Neuseeländische Meisterschaft | Damendoppel | 1     | Doriana Rivera / Danielle Barry |
| 2009   | Auckland International        | Damendoppel | 3     | Danielle Barry / Donna Haliday  |
| 2010   | Ozeanienmeisterschaft         | Damendoppel | 3     | Danielle Barry / Donna Haliday  |

## Referenzen
- Danielle Barry beim Badminton-Weltverband

| Personendaten    | Personendaten                      |
| ---------------- | ---------------------------------- |
| NAME             | Barry, Danielle                    |
| ALTERNATIVNAMEN  | Tahuri, Danielle                   |
| KURZBESCHREIBUNG | neuseeländische Badmintonspielerin |
| GEBURTSDATUM     | 22. Dezember 1988                  |